# 弦楽八重奏曲 (ブルッフ)
弦楽八重奏曲変ロ長調（げんがくはちじゅうそうきょく へんロちょうちょう）は、マックス・ブルッフが1920年に完成させた弦楽八重奏曲である。

## 概要
2曲の弦楽五重奏曲に続き、ヴィリー・ヘスとその弟子たちのために書かれたものである。1919年1月から3月にかけて一度弦楽五重奏曲として書かれ、それを基に改作を行い1920年3月6日に完成した。ブルッフが最後に完成させた大規模作品であり、この作品の後に書かれたのは11の管楽器とティンパニのための"Festpräludium"のみである。
長らく楽譜が失われていたが、ガートルード・ブルッフによって筆写されたパート譜が1988年にBBCの書庫からイ短調の弦楽五重奏曲と同時に発見され、1996年に出版された。また、後にブルッフの自筆スコアがオーストリア国立図書館から発見されている。
楽譜の題名は "Octett (Konzert) für Soli oder Streichorchester"とあり、技巧的な第1ヴァイオリン以外の各パートを複数人として弦楽合奏で演奏することも可能とされている。

## 楽器編成
- ヴァイオリン4、ヴィオラ2、チェロ、コントラバス

フェリックス・メンデルスゾーンの弦楽八重奏曲を範としているが、コントラバスが追加されてよりオーケストラ的な響きが指向されている。

## 構成
3楽章からなり、演奏時間は約25分。
- 第1楽章　Allegro moderato
変ロ長調、4/4拍子。ソナタ形式。ノーブルな性格の第一主題がヴィオラに、次いでヴァイオリンに提示される。徐々に動きが増していき、第二主題が提示される。様々な表情を見せる展開部の頂点において第一主題が再現されると、第二主題が続き各主題を用いたコーダで終わる。
- 第2楽章　Adagio
変ホ短調、6/8拍子。ブルッフが好んだ複合二部形式で書かれている。第一部は低弦の葬送行進曲風のリズムに始まり、沈んだ色調で進んでいく。ここには、第一次世界大戦や家族との死別を経験した晩年のブルッフの心境が反映されている。第二部はロ長調に転調し、穏やかな旋律が歌われる。やや表情を和らげた第一部の再現に続いて第二部が変ホ長調で再現され、静かに終わる。
- 第3楽章　Allegro molto
変ロ長調、6/8拍子。ソナタ形式。低弦のトレモロに始まり、生き生きとした第一主題(群)が提示される。転調を繰り返してニ長調に落ち着き、ヴィオラとチェロになだらかな第二主題が出る。展開部にやや変形された第一主題の再現が続き、第二主題が変ロ長調で再現され力強く終わる。